# Síndrome de estrés
El término síndrome de estrés se refiere a las perturbaciones de la conducta y los cambios fisiológicos acompañantes que pueden atribuirse a los desafíos ambientales de intensidad y duración suficientes para abrumar la capacidad de adaptación del individuo. 

## Diferenciación
A diferencia del síndrome de estrés, el fenómeno psicológico denominado estrés (también llamado tensión) se relaciona de manera estrecha con nerviosismo y ansiedad, y todos estos fenómenos son aspectos penetrantes de la vida moderna. En términos generales el estrés se define como la sensación de duda de sí mismo acerca de ser capaz de enfrentar ciertas situaciones durante un periodo determinado. 

## Efectos biológicos
Los efectos biológicos del síndrome de estrés se pueden reconocer en muchas especies: gallinas que ponen menos huevos cuando se mudan a un nuevo gallinero, vacas que producen menos leche cuando se ponen en un nuevo pesebre o macacos que se tornan frenéticos cuando se frustran en repetidas ocasiones a causa de amenazas que no pueden controlar. Los seres humanos que se ven forzados a trabajar bajo condiciones de confinamiento y en peligro constante, y los que se ven privados de sus lazos culturales, su hogar y su vida tradicional pierden sus capacidades para afrontar los problemas y sufren ansiedad y reacciones depresivas. Quizás experimentan aumento de la descarga de “hormonas del estrés” (cortisol y adrenalina). Estos trastornos psicológicos, que guardan una relación directa con los agentes ambientales productores de tensión, se encuentran entre los problemas más frecuentes de salud ocupacional. 
Uno de dichos síndromes de estrés, en el que un individuo desarrolla síntomas tardíos o recurrentes de ansiedad después de la exposición a un trauma psicológico extremo, recibe su propio nombre: trastorno por estrés postraumático (TEPT). Los síndromes de estrés se distinguen de la neurosis de ansiedad, en la que el trastorno psicológico se origina desde el interior del individuo y no guarda una relación definida con los estímulos ambientales. No se sabe si ciertos individuos reaccionan en exceso por naturaleza a los estímulos.

## Tratamiento
El único abordaje terapéutico consiste en intentar alterar la percepción del paciente del estrés —por ejemplo, con psicoterapia y ejercicios de meditación— y en apartarlo en todo lo posible de los agentes ambientales productores de tensión que pueden reconocerse.